# Federazione Industria Musicale Italiana
Federazione Industria Musicale Italiana (FIMI) är en paraplyorganisation för den italienska musikindustrin.
FIMI:s har ännu (2010) ingen information på engelska, men vänstersidan i menyn, under "notizie" och "classifiche" visar försäljning och rankings för all musik såld i Italien.
När försäljningen av CD-singlar minskade i Italien, ersatte sin fyfiska singellista med en nedladdningslista baserad på lagliga nedladdningar via Internet och mobiltelefoner den 1 januari 2008.